# Paul Robert (Fechter)
Paul Robert (* vor 1900; † 1961) war ein Schweizer Fechter. Er nahm  an den Olympischen Sommerspielen 1900 in Paris teil, wo er sowohl im Degen (offene Klasse) als auch im Florett für Amateure in der Vorrunde ausschied.